# Marina Saitō
Marina Saitō (jap. 斉藤 真理菜, Saitō Marina; * 15. Oktober 1995 in Ryūgasaki) ist eine japanische Speerwerferin, die 2023 Asienmeisterin wurde.

## Sportliche Laufbahn
2017 steigerte sie ihre Bestleistung bei den auf über 60 Meter und qualifizierte sich damit für die Weltmeisterschaften in London, bei denen sie mit 60,86 Metern in der Qualifikation ausschied. Wenige Wochen später gewann sie bei den Weltstudentenspielen in Taipeh mit neuer Bestleistung von 62,37 m die Silbermedaille hinter der Polin Marcelina Witek. 2018 nahm sie erstmals an den Asienspielen in Jakarta teil und wurde dort mit einem Wurf auf 56,46 m Vierte. Im Jahr darauf belegte sie bei den Asienmeisterschaften in Doha mit 52,40 m den neunten Platz und 2023 siegte sie mit 61,67 m bei den Asienmeisterschaften in Bangkok. Anschließend schied sie bei den Weltmeisterschaften in Budapest mit 58,95 m in der Qualifikationsrunde aus. Im Oktober belegte sie bei den Asienspielen in Hangzhou mit 61,10 m den vierten Platz. Im Jahr darauf verpasste sie bei den Olympischen Sommerspielen in Paris mit 59,42 m den Finaleinzug.
In den Jahren 2018 und 2023 wurde Saitō japanische Meisterin im Speerwurf. Sie war Lehramtsstudentin für Sport an der Kokushikan-Universität in der Präfektur Tokio.